# Manchester Garages

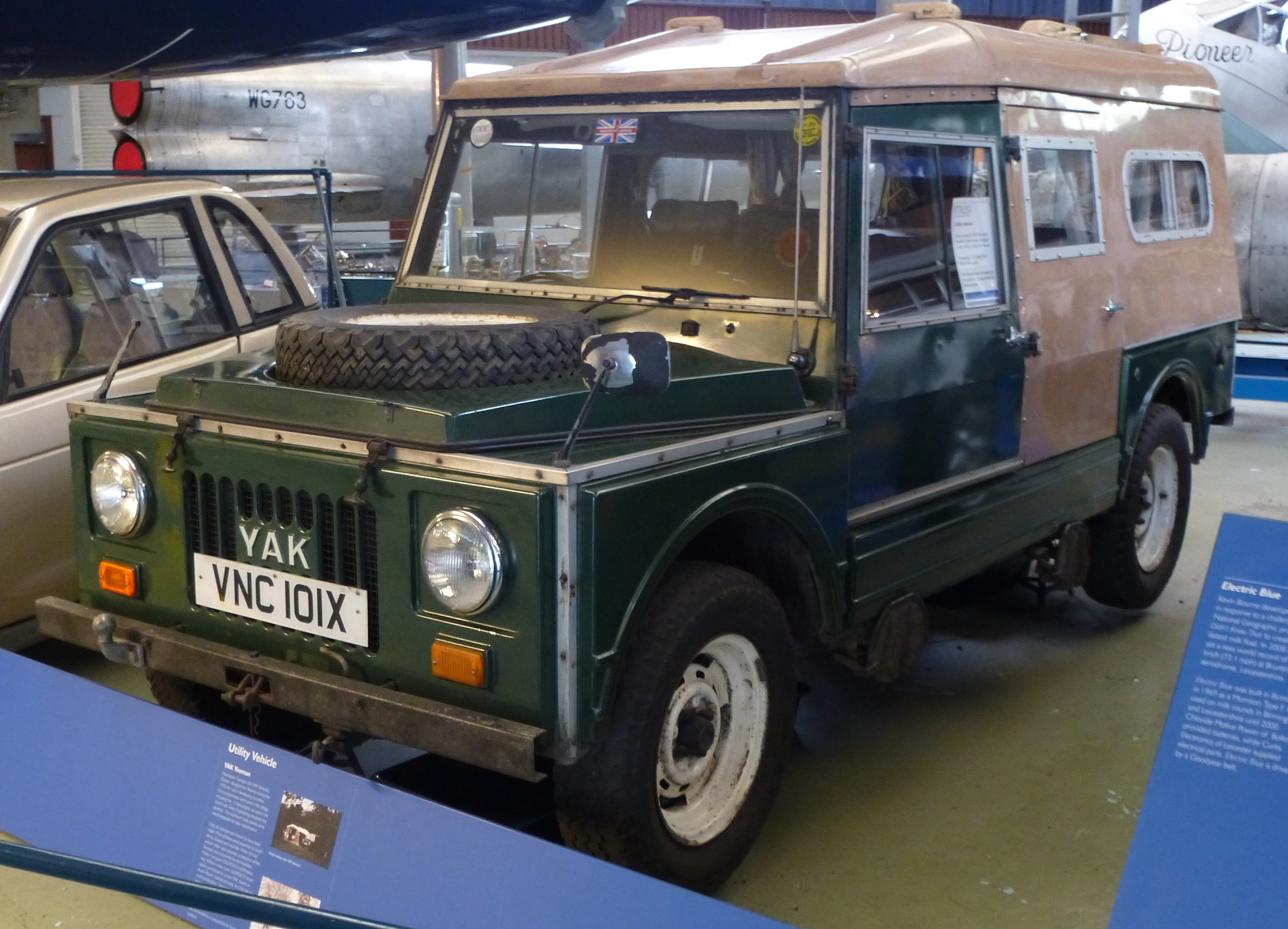
Yak Yeoman von 1981

Manchester Garages Limited war ein britischer Hersteller von Automobilen.

## Unternehmensgeschichte
Das Unternehmen aus Manchester begann 1979 mit der Produktion von Automobilen. Der Markenname lautete Yak. 1984 endete die Produktion. Insgesamt entstanden sieben Fahrzeuge.

## Fahrzeuge
Das einzige Modell Yeoman war ein allradgetriebener Geländewagen. Die Basis bildete ein Rohrrahmen. Die Karosserie bestand aus Aluminiumplatten, die mit Kunststoff beschichtet waren. Ein Vierzylindermotor von Ford trieb das Fahrzeug an. Eine Quelle gibt einen Motor vom Ford Escort mit 1300 cm³ Hubraum an. Eine andere Quelle nennt einen V4-Motor mit 1700 cm³ Hubraum vom Ford Capri. Der Neupreis betrug 2800 Pfund.